# Отченашкові наділи
Отчена́шкові наді́ли — ландшафтний заказник місцевого значення в Україні. Об'єкт природно-заповідного фонду Дніпропетровської області.
Розташований на північ від міста Підгороднє Дніпровського району Дніпропетровської області.
Площа 400 га. Статус надано згідно з розпорядженням облдержадміністрації від 19.12.1995 року № 50-Р. Перебуває у віданні Дніпропетровської райдержадміністрація.
Статус надано для збереження місць зростання степових, лучних і болотних рослинних угруповань у межиріччі Самари та Кільчені. На теренах заказнику Отченашкові наділи зростають рапонтикум серпієподібний, шавлія лучна, півники карликові, півники солелюбні, плакун верболистий, тюльпан дібровний, рябчик малий, подорожник тощо.